# Eparquía de Chernígov (antigua)
La eparquía de Chernígov o de Cherníhiv (en ucraniano: Чернігівська єпархія y en ruso: Черниговская епархия) fue una circunscripción eclesiástica de la Iglesia ortodoxa de Constantinopla en la Rus de Kiev. Se trataba de una eparquía bizantina, sufragánea del metropolitanato de Kiev y toda la Rus. Fue suprimida circa 1500.

## Territorio y organización
La eparquía extendía su jurisdicción sobre los fieles de rito bizantino residentes en parte de la Rus de Kiev. Inicialmente abarcaba las tierras de las actuales óblast de Chernígov, Sumy y parte de Kiev, en la actual Ucrania, así como las actuales óblast de Briansk, Oriol, Kaluga, Kursk, Tula, Vladímir, Smolensk, Riazán y Moscú, en Rusia, y la Maguilov, en Bielorrusia. Más tarde se redujo considerablemente en torno a la óblast de Chernígov.
La sede de la eparquía se encontraba en la ciudad de Chernígov (también llamada Cherníhiv).

## Historia
La eparquía de Chernígov y Riazán fue erigida en 991, siendo una de las más antiguas del metropolitanato de Kiev y toda la Rus del patriarcado de Constantinopla. Según la Crónica de Néstor, antes del siglo XI, el futuro Principado de Chernígov estaba gobernado por antiguas tribus locales y voivodas de Kiev, que eran designados por el gran príncipe de Kiev para recolectar los tributos a la población, gestionar procesos judiciales, y defender el territorio de los enemigos externos. A partir de 1024 comenzó a existir el Principado de Chernígov, que durante un tiempo fue el segundo principado más importante de la Rus de Kiev, por detrás del Principado de Kiev.
Se conoce que desde 1069 o 1070 hasta su muerte, alrededor de 1085, Neófito fue obispo de Chernígov.
Inicialmente, la eparquía se llamó Chernígov y Riazán y abarcaba territorios en las actuales Ucrania, Rusia y Bielorrusia.
Más tarde, en las tierras del norte de la eparquía, se erigieron las eparquías de Smolensk (1137), Volodímir (1214) y Riazán (1198), y en consecuencia la eparquía se llamó simplemente Chernígov desde 1198 y hasta un año no identificado entre 1250 y 1285. Desde probablemente 1285 y 1334 se llamó eparquía de Chernígov y Briansk.
A partir de 1401 el Principado de Chernígov fue anexado por el Gran Ducado de Lituania, que desde 1385 (Unión de Krewo) estuvo en unión personal con el Reino de Polonia y su rey Vladislao II en 1387 convirtió Lituania al cristianismo católico. La eparquía de Chernígov perdió su antigua importancia y pasó bajo la jurisdicción de otras eparquías (por ejemplo, Smolensk) circa 1500. 
Su restauración tuvo lugar circa 1620 como parte del exarcado de Ucrania del patriarcado de Constantinopla, que en 1686 fue anexado a la Iglesia ortodoxa rusa, en donde continúa hasta la actualidad como eparquía de Chernígov y Nóvgorod-Seversk de la Iglesia ortodoxa ucraniana del patriarcado de Moscú.

## Episcopologio
- Neófito † (mencionado en 1071)
- Feodul † (mencionado en el siglo XI)
- Juan † (circa 1080-23 de noviembre de 1111)[3]
- San Teoctisto † (12 de enero de 1112-6 de agosto de 1123)
- Panteleimon † (antes de 1142)[4]
- Onofre † (1143-1147)
- Antonio † (mencionado entre 1158 y 1166)
- Pórfido † (mencionado entre 1177 y 1239)[nota 1]
- Pablo † (abril de 1332-septiembre de 1335)[5]
- Natanael † (mencionado entre 1356 y 1376)
- Gregorio † (mencionado en 1377)
- Isaac † (1389-15 de noviembre de 1415)
- Eutimio † (mencionado entre 1458 y noviembre de 1464)
- Teodoro † (antes de 1483)
- Nectarius † (antes de 1499)
- Jonás † (desde el 4 de abril de 1499-?)